# La Prensa
La Prensa – dziennik wydawany w Hondurasie od 26 października 1964. Gazeta została założona przez nieżyjącego już Jorge J. Larach. Siedziba La Prensa mieści się w północno-zachodniej części kraju w miejscowości San Pedro Sula, posiadając swoje oddziały w stolicy Hondurasu Tegucigalpa, La Ceiba oraz w El Progreso. Od 1986 jej prezesem pozostaje Jorge Canahuati Larach.
Dzienny nakład La Prensa wynosi około 55 tys. egzemplarzy, jest zatem dziennikiem o jednym z największych nakładów w kraju.